# شيكاغو أثينيوم
شيكاغو أثينيوم هو متحف خاص للهندسة المعمارية والتصميم، ومقره في جالينا، إلينوي. يركز المتحف على فن التصميم في جميع مجالات التخصص: الهندسة المعمارية، والتصميم الصناعي وتصميم المنتجات، والرسومات، وهندسة المناظر الطبيعية، والتخطيط الحضري. ومن بين أهدافه تعزيز التعليم العام حول كيفية تأثير التصميم بشكل إيجابي على البيئة البشرية. يمنح المتحف العديد من الجوائز في مجال الهندسة المعمارية والتصميم.

## تاريخ
تأسس المتحف عام 1988 في شيكاغو، وانتقل إلى شاومبورج، إلينوي في عام 1998، وإلى جالينا، إلينوي في عام 2004. يقع المتحف في جالينا في مبنى مصنع جعة سابق (بالإنجليزية: Fulton Brewery)، لاحقًا (بالإنجليزية: Galena Brewery، Eulberg & Sons).
في شاومبورغ، شغَل المتحف حظيرة قديمة في 190 طريق س. روزيل، قبل أن تطرده القرية في عام 2004  يحتفظ المتحف أيضًا بحديقة النحت الدولية التي تحتوي على أعمال فنية معاصرة. لا تزال حديقة النحت موجودة، وتقع في حديقة خلف مركز "براري" للفنون.

## أعمال المتحف
يهدف المتحف إلى تحسين المعرفة العامة والوعي بالهندسة المعمارية والتصميم، وكيف يمكن أن يؤثر هذان المجالان على البيئة البشرية ونوعية الحياة. وقد أقام معارض حول الهندسة المعمارية والتصميم في العديد من البلدان، كما أقام العديد من البرامج الدولية في الخارج. ويمتلك حاليًا مكاتب وعمليات في شيكاغو وشاومبورغ وجالينا بولاية إلينوي، بالإضافة إلى دبلن بأيرلندا وأثينا باليونان.

## برامج الجائزة
منذ عام 1996، ينظم المتحف جوائز التصميم الجيد السنوية. ويشارك المتحف أيضًا في تنظيم جوائز الهندسة المعمارية الأمريكية، والجائزة الأمريكية للهندسة المعمارية، وجوائز الهندسة المعمارية الدولية، وجوائز التصميم الجيد الأخضر.[بحاجة لمصدر]

## الإدارة
رئيس المتحف هو كريستيان ناركيفيتش لين. نائب الرئيس هو لونس كارالياس وهو أيضًا كبير المنسقين ومدير التصميم. المدير الإداري هو لاري سومرز، والمدير في أوروبا ومدير العمليات هو كيران كونلون.

## روابط خارجية
- الموقع الرسمي
- Castelli Ferrieri, Anna, Architecture and Design Anna Castelli Ferrieri - Architecture and Design Exhibition
- Karuhn Carri (May 29, 2000)  نسخة محفوظة 3 أكتوبر 2015 على موقع واي باك مشين. Village Gardens Await Pieces of Athenaeum Art